# Schwarzwald-City
Schwarzwald City is een overdekt winkelcentrum in het centrum van Freiburg im Breisgau. Het uit 1973 daterende winkelcentrum heeft een oppervlakte van circa 9.000 m² met meer dan 30 winkels, verdeeld over drie verdiepingen.

## Historie
In 1970 werd besloot Market-Bau tot de bouw van een winkelcentrum, parkeergarage met en woningen op het lbouwvallige grondperceel in de binnenstad. De bouwkosten werden destijds begroot op 56 miljoen D-Mark. In het voorjaar van 1971 startte het grondwerk voor de 4 verdiepingen tellende ondergrondse parkeergarage, gevolgd door de eerstesteenlegging 8 oktober 1971. Op 18 januari 1973 werd het winkelcentrum geopend, dat uiteindelijk 70 miljoen D-mark had gekost. Op 21 december 1973 werd op de eerste verdieping een bioscoop met 4 zalen geopend, die in 1998 weer werd gesloten.
De eigenaar en opdrachtgever Market-Bau ging op 1 maart 1975 failliet, waarna het complex op 12 mei 1975 werd geveild, waarna het in handen kwam van de Hessische Landesbank. In de daaropvolgende jaren kreeg het centrum met vandalisme en verloedering, waarna de Hessische Landesbank in 1978 besloot om in de kelder een levensmiddelenafdeling te creëren als publieksmagneet. Daarnaast zou er een betere scheiding komen tussen het winkelcentrum en de appartementen en zouden de donkere hoeken van de parkeergarage weggewerkt worden. De totale kosten voor de verbouwing werden geraamd op 5 tot 10 miljoen D-mark. In maart 1979 werd met de bouw begonnen en op 24 april 1980 werd het centrum heropend. De kosten waren inmiddels opgelopen tot 15 miljoen D-mark.
In 1985 verkocht de Hessische Landesbank het complex aan Hamburg Mannheimer Versicherungen. Begin jaren 90 werd de parkeergarage gerenoveerd en werd in totaal zo'n 15 miljoen D-mark geïnvesteerd om het centrum up-to-date te houden. In 1993 omvatte het complex 50 winkels, 9 praktijken, 104 woningen, een saunacomplex en 500 parkeerplaatsen.
In 2002 werd het complex door Hamburg-Mannheimer Versicherungen weer te koop aangeboden, hetgeen leidde tot de verkoop aan Luximo uit Hildesheim in 2003. In het voorjaar van 2006 werd het 16.700 m² grote complex door Luximo verkocht aan de Freiburgse zakenman Walter Pyhrr. In 2010-2011 werd het centrum grondig gerenoveerd. Het beheer van het centrum is in handen van Center Management GmbH.